# Winterhawks de Portland
Les Winterhawks de Portland sont une franchise de hockey sur glace des États-Unis qui évolue dans la Ligue de hockey de l'Ouest.

## Histoire
L'équipe est fondée en 1976. Le logo de la franchise est la même que celui des Blackhawks de Chicago ; il en va de même pour les uniformes.
Lors de la saison 2009-2010, l'équipe inaugure son propre temple de la renommée. Elle en profite également pour apporter une modification à son nom, passant de Winter Hawks à Winterhawks.
Les Winterhawks jouent leurs matchs locaux dans deux amphithéâtres : le Veterans Memorial Coliseum et le Moda Center.

Logo de 1976 à 2021.

## Temple de la renommée
Le Temple de la renommée des Winterhawks accueille ses premiers membres lors de la saison 2009-2010. De plus, un trophée au nom de Brian C. Shaw, fondateur de la franchise, y est remis pour la première fois. Ce trophée est remis pour services rendus à l'équipe.

### Personnalités intronisées
- 2010
  - Brian Shaw, fondateur de la franchise.
  - Ken Hodge, premier entraîneur-chef de l'équipe. Il était en poste lorsque l'équipe devient la première franchise des États-Unis à remporter la Coupe Memorial en 1983.
  - Dennis Holland, disputa trois saisons avec l'organisation de 1985 à 1989. Il est le meilleur buteur de l'histoire de la franchise avec 179 réussites et vient au deuxième rang des meilleurs pointeurs avec 429 unités.
  - Trophée Brian C. Shaw : Innes Mackie, premier entraîneur physique de l'équipe. Il resta en poste durant trente ans.
- 2012
  - Brent Peterson, premier capitaine de la franchise, il en fut également entraîneur durant cinq saisons. En 1998, il mena l'équipe à l'obtention de leur deuxième titre de la Coupe Memorial.